# Puerto Lleras (ort)
Puerto Lleras är en ort i Colombia.   Den ligger i departementet Meta, i den centrala delen av landet, 190 km söder om huvudstaden Bogotá. Puerto Lleras ligger 251 meter över havet och antalet invånare är 5 076.
Terrängen runt Puerto Lleras är platt. Runt Puerto Lleras är det mycket glesbefolkat, med 5 invånare per kvadratkilometer. Det finns inga andra samhällen i närheten. Omgivningarna runt Puerto Lleras är huvudsakligen savann.